# Kleibach
Der Kleibach ist ein 2,9 Kilometer langer linker Zufluss des Getterbachs im Flusssystem der Werse in Münster/Westfalen.

## Verlauf
Der kleine Bachlauf beginnt im Düesbergviertel von Münster und tritt am Düesbergpark aus einer Verrohrung zu Tage. Er fließt in südlicher Richtung durch den Park, wo er von zwei Gehwegbrücken überspannt wird. Er verschwindet in einer längeren Verrohrung, welche seit 1980 entlang des ursprünglichen Bachlaufs durch das Wohngebiet der früheren Kriegerheimstättengenossenschaft südlich führt.
Erst südlich der Güterumgehungsbahn Münster tritt der Kleibach wieder zu Tage, wo mit einem kleinen Tümpel nun auch die Kilometrierung des Bachlaufes beginnt. Der Bach fließt durch Felder und das Waldstück "Jesuiterbrook" weiter in südliche und westliche Richtungen und mündet an der Thierstraße bei Haus Getter in den Getterbach, welcher über den Emmerbach in die Werse abfließt.

## Namensgeber
Der Name des Baches rührt von Klei (mundartlich = Lehm) her. Die Straße „Am Kleibach“ wurde 1922 nach dem dort früher offen verlaufenden Kleibach benannt.